# Echo Brickell
Echo Brickell es un rascacielos en el distrito Brickell del centro de Miami, Florida, Estados Unidos. Fue desarrollado por el Grupo de Mercados Inmobiliarios de Kevin  P. Maloney.

## Accidentes
El 19 de octubre de 2016, una persona murió y varias resultaron heridas después de un accidente de construcción en el que se cayó un andamio desde lo alto del edificio. Otro colapso de andamios tuvo lugar en el sitio de construcción de Hyde Resort & Residences en Hollywood, Florida, también bajo la dirección del contratista principal John Moriarty & Associates.